# Bromism
Bromism eller kronisk bromförgiftning som det också heter, är en biverkan vid upptag av brom och är orsakad av långvarigt bromintag. Det är en samlingsbeteckning för de många farliga bieffekter som hittades. Brom är ett icke-metalliskt grundämne som är flytande vid rumstemperatur och har en kokpunkt vid 59°C. Brom förekommer nästan enbart som joner i exempelvis olika sorters bromider ex. jonsalter.
Bromism karakteriseras av huvudvärk, sömnlöshet, apati, besvär i mag-tarm-systemet, skakningar och akne. Bromider används som lugnande läkemedel fram till mitten av 1900-talet, men bromismen var orsak till att bromider som lugnande läkemedel avregistrerades och ersattes med modernare mediciner.
Ett exempel på en saltlösning som är giftig vid konsumering av större mängder är litiumbromid och vid hudkontakt kan den vara frätande. Ämnet kan påverka det centrala nervsystemet (CNS) och orsaka depression vid kronisk exponering. Ett annat exempel på en bromid är natriumbromid vilket var orsaken till det stora utbrottet av en oidentifierad sjukdom i Angola 2007. Ämnet hade hittats hos flera patienter i höga koncentrationer efter att de hade visat symptomer på trötthet, suddig syn, yr, svaghet och prat-svårigheter och svårt att gå.

## Historia
Lite mer än 100 år tidigare, misstänkte experter att det fanns ett samband mellan epilepsi och masturbation mm. Ett experiment utfördes av Sir Charles Locook 1857 då bromid skulle testas på kvinnor. Resultatet kunde bekräfta experternas hypotes då bromidens effekter agerade som kramplösande medicin och sexualdämpande. Detta ledde till att läkare kunde skriva ut bromid till patienter så fort en allmän dämpande verkan behövdes.
Bromider var mycket populära för deras egenskaper som ett lugnande medel angående dämpad sexualdrift, men 1979 blev de förbjudna på den amerikanska marknaden. Redan 1912 hade ett säkrare ämne upptäckts, phenytoin vilket ledde till att det globala användandet av bromid sjönk. Trots detta förblev det möjligt att köpa många receptfria mediciner som innehöll bromid. 1975 förbjöd Food and Drug Administration (FDA) bromidsalter från receptfria läkemedel och 1989 förbjöds organiska bromider från receptfria sömnhjälpmedel.

## Symptom
Det är svårt att fastställa om patienten har bromism eller inte då symptomerna kan förekomma hos andra sjukdomar också. Mer allmänna symptomer är viktfall, illamående och anorexia. Dessa kan sedan utvecklas till mer neuropsykiatriska symptomer som skakningar och intensiva psykoser, och i sällsynta fall förekommer även bromoderma. Bromoderma är akneliknande utslag som oftast förekommer runt ansiktet och ljumskarna, men även på armar, ben och händer. Det utvecklas endast hos ca. 25-30% av patienter med en markant exponering av bromider.

## Orsak
Samband har hittats mellan olika ätliga produkter och bromförgiftning då de drabbade individerna hade konsumerat stora mängder av olika bromider. De ätbara produkterna kunde exempelvis vara Cola, vegetabilisk olja som innehåller brom och Ruby Red Squirt läsk. I fallet där patienten är gravid har spädbarnet fötts med symptomer av bromism och orsaken till detta är för att modern har konsumerat produkter med bromider.
Idag kan mediciner innehålla brom. När rätt dos används märker individen vanligtvis inte några tydliga förändringar. Däremot kan en överdos av bromidsalter få individen att må illa och spy. Bromidjoner sprider sig snabbt i kroppen i exempelvis muskler, levern och nervvävnad på ett liknande sätt som kloridjoner. Det är njurarna som renar kroppen från bromidjonerna.

## Behandling
För att behandla patienter med bromism är det viktigt att man identifierar orsaken till exponeringen av bromet och stoppa den. Om man inte förhindrar patienten från att komma i kontakt med bromider finns det risk för återfall. För att rensa njurarna ökar man vattenintaget genom intensiv dropp av vanlig saltlösning. I vissa allvarliga fall kan patienten behöva konsumera två till tre gram av natriumklorid tillsammans med flera liter vatten, eftersom bromiden lämnar kroppen i samband med urinen. 
Behandlingen fortsätter tills symptomerna av bromism förbättras och en rekommendation är då att koncentrationen av bromid i kroppen ska ligga under 50 mg/dl. Trots att man har varit allvarligt sjuk av bromism brukar man kunna förvänta sig en full återhämtning.